# Quietschen von Wandtafeln
Das Quietschen von Wandtafeln ist ein Geräusch, das durch das Kratzen einer Schreibtafel, wie sie in Schulen benutzt wird, beispielsweise mit Fingernägeln, oder durch Schulkreide auf Tafeln verursacht wird. Das Geräusch wird physikalisch durch den Haftgleiteffekt verursacht, bei dem die Schulkreide oder andere über die Tafel gezogene Gegenstände an mikroskopischen Unebenheiten hängenbleiben und dadurch in Schwingungen geraten. Das Geräusch, das beim Wandtafelkratzen entsteht, wird allgemein als äußerst unangenehm empfunden. Dieses Quietschen ist Gegenstand wissenschaftlicher Forschung. 2006 wurden Lynn Halpern, Randolph Blake und James Hillenbrand für eine Studie zum Thema, warum das Kratzen von Wandtafeln mit Fingernägeln unangenehm ist, mit dem Ig-Nobelpreis in der Rubrik Akustik ausgezeichnet.

## Theorien
Die Wissenschaft befasste sich in mehreren Untersuchungen mit der Frage, weshalb das Geräusch des Wandtafelkratzens als unangenehm empfunden wird. Hierzu gibt es mehrere Ansätze.

### Neurobiologischer Ansatz
Nach einer Untersuchung mit Magnetresonanztomographen kam eine Studie zum Ergebnis, dass die unter anderem produzierten Frequenzen zwischen 2000 und 5000 Hertz zu negativen Reaktionen in der Amygdala führen. Allerdings kommen andere Untersuchungen zum Ergebnis, dass eher mittlere Frequenzen die unangenehmen Gefühle verursachen.

### Erfahrungspsychologischer Ansatz
Ein anderer Ansatz geht von negativen Erfahrungen als Grund für die Ablehnung des Geräusches aus. In einem Versuch wurde einer Gruppe vorher der Ursprung des Geräusches erklärt. Der Vergleichsgruppe wurde gesagt, es würde sich um moderne Musik handeln. Die Vergleichsgruppe zeigte deutlich weniger negative Reaktionen. Daraus wurde geschlossen, dass persönliche Erfahrungen und Erwartungshaltungen ausschlaggebend seien.